# بحر الدموع
بحر الدموع هو كتاب من تأليف ابن الجوزي، وهو أحد كتب الرقائق والوعظ، تميز فيه مصنفه بأسلوب شيق يمس شغاف القلب، حيث أورد فيه قصصًا تبكي العيون وتحرك القلوب، وصنفه على فصول. وتكلم فيه على أمور من المحرمات وذمها وشنع على فاعليها. وهو كتاب يحث على ذكر الله بالتوبة والندم ويجعل منهما سببًا في كشف الغم، ودفع البلاء، وجلب السعادة. وطعمه المؤلف بآيات القرآن الكريم، وأحاديث النبي صلى الله عليه وسلم، ونتفًا من الأشعار، كما ضمنه كثيرًا من أقوال السلف من الزهاد والعباد، ويفيد الكتاب الخطباء والوعاظ كثيرًا.